# フォーリング・イン・ビトゥイーン
『フォーリング・イン・ビトゥイーン』（Falling in Between）は、TOTOが2006年に発表したアルバム。日本で先行発売された。

## 解説
スタジオ・アルバムとしては『マインドフィールズ』（1999年）以来7年ぶりの作品で、サポート・メンバーとしてバンドに関わっていたグレッグ・フィリンゲインズが正式メンバーとして加入し、既にツアーからの引退を表明していたデヴィッド・ペイチも曲作りやレコーディングには全面参加した。
バンドの旧メンバー、シカゴのジェイソン・シェフ、ジェスロ・タルのイアン・アンダーソン等、多くのゲスト・ミュージシャンを迎えて制作された。日本盤のみ、ロイ・ハーグローヴをゲストに迎えたインストゥルメンタル「ザ・リーファーマン」が追加収録された。

## 収録曲
特記なき楽曲は、スティーヴ・ルカサー、デヴィッド・ペイチ、マイク・ポーカロ、サイモン・フィリップス、ボビー・キンボールの共作。
1. フォーリング・イン・ビトゥイーン - "Falling in Between" (Steve Lukather, David Paich, Simon Phillips, Mike Porcaro, Bobby Kimball, Greg Phillinganes) - 4:06
2. ダイイング・オン・マイ・フィート - "Dying on My Feet" - 6:11
3. ボトム・オブ・ユア・ソウル - "Bottom of Your Soul" - 6:58
4. キング・オブ・ザ・ワールド - "King of the World" (B. Kimball, S. Lukather, D. Paich, Steve Porcaro, S. Phillips, M. Porcaro) - 4:04
5. フックド - "Hooked" - 4:36
6. シンプル・ライフ - "Simple Life" (S. Lukather) - 2:22
7. テイント・ユア・ワールド - "Taint Your World" - 4:01
8. レット・イット・ゴー - "Let It Go" (S. Lukather, D. Paich, S. Phillips, M. Porcaro, B. Kimball, G. Phillinganes) - 5:00
9. スピリチュアル・マン - "Spiritual Man" (D. Paich) - 5:22
10. ノー・エンド・イン・サイト - "No End in Sight" - 6:10

### 日本盤ボーナス・トラック
1. ザ・リーファーマン - "The Reeferman" (D. Paich, S. Lukather, S. Phillips, M. Porcaro) - 1:46

## 参加ミュージシャン
- ボビー・キンボール - ボーカル
- スティーヴ・ルカサー - ギター、ボーカル、ピアノ
- マイク・ポーカロ - ベース
- デヴィッド・ペイチ - キーボード、ボーカル
- グレッグ・フィリンゲインズ - キーボード、ボーカル
- サイモン・フィリップス - ドラム、パーカッション

### ゲスト・ミュージシャン
- スティーヴ・ポーカロ - シンセサイザー、サウンド・イメージ
- レニー・カストロ - パーカッション
- シェンカー - ヴァイオリン(on 1.)、ボーカル(on 1. 3.)
- ジェイソン・シェフ - ボーカル(on 1. 3. 4.)
- ジェイムズ・パンコウ - トロンボーン、ホーン・アレンジ(on 2.)
- リー・ソーンバーグ - トランペット(on 2.)
- レイ・ハーマン - テナー・サックス(on 2.)
- ジョセフ・ウィリアムズ - ボーカル(on 3.)
- イアン・アンダーソン - フルート(on 5.)
- トレヴァー・ルカサー - バッキング・ボーカル(on 5.)
- ジェイムズ・トーメ - バッキング・ボーカル(on 5.)
- トム・スコット - テナー・サックス(on 9.)
- モネット - バッキング・ボーカル(on 9.)
- ロイ・ハーグローヴ - トランペット、フリューゲルホルン(on 11.)